# Klein Döbern
Klein Döbern, polnisch Dobrzeń Mały ist eine Ortschaft in Oberschlesien. Klein Döbern liegt in der Gemeinde Groß Döbern im Powiat Opolski in der polnischen Woiwodschaft Opole.

## Geographie

### Geographische Lage
Klein Döbern liegt zwei Kilometer südöstlich vom Gemeindesitz Groß Döbern und elf Kilometer nordwestlich von der Woiwodschaftshauptstadt Opole. Der Ort liegt auf dem rechten Ufer der Oder. Durch Klein Döbern verläuft die Woiwodschaftsstraße Droga wojewódzka 454.

### Nachbarorte
Nachbarorte von Klein Döbern sind im Nordwesten Groß Döbern (Dobrzeń Wielki), im Nordosten Finkenstein (Brzezie), im Südosten Borrek (Borki) und im Süden Zelasno (Żelazna).

## Geschichte

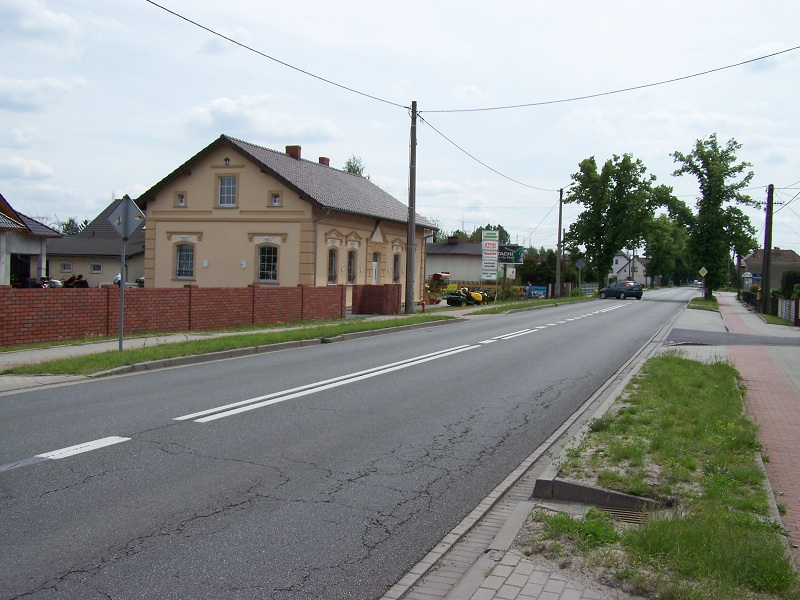
Ortsbild mit der ul. Opolska

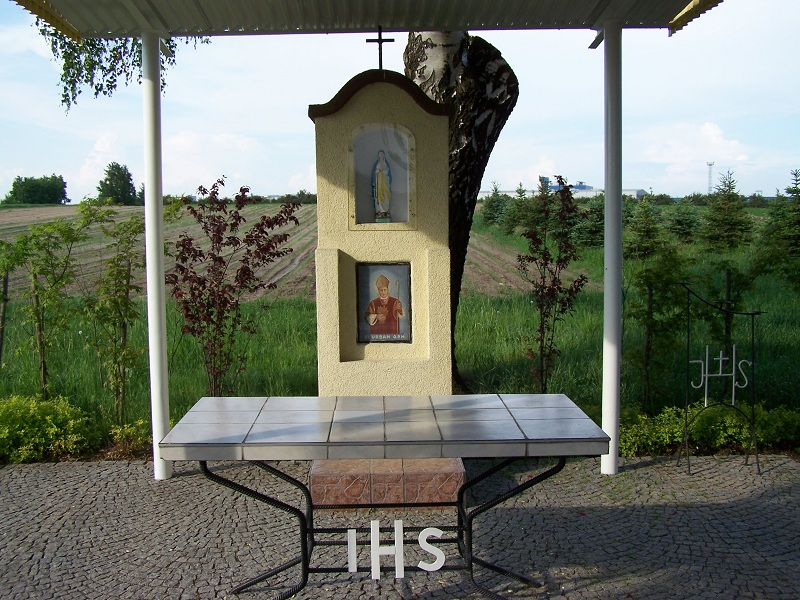
St. Urbankapelle

Der Ort wurde 1228 erstmals urkundlich erwähnt. 1865 hatte der Ort 10 Bauern, sechs Halbbauern, einen Gärtner, sechs Ackerhäusler, 21 Angerhäusler und 44 Einlieger. Die für Klein Döbern zuständige Schule befand sich in Groß Döbern.
Bei der Volksabstimmung in Oberschlesien am 20. März 1921 stimmten 321 Wahlberechtigte für einen Verbleib bei Deutschland und 188 für Polen. Klein Döbern verblieb beim Deutschen Reich. 1925 lebten im Ort 818 Einwohner. Am 1. April 1938 wurde Klein Döbern nach Döbern (Oberschlesien) eingegliedert. Bis 1945 befand sich der Ort im Landkreis Oppeln.
1945 kam der bisher deutsche Ort unter polnische Verwaltung und wurde der Woiwodschaft Schlesien angeschlossen und zum 28. Juni 1948 in Dobrzeń Mały umbenannt. 1950 kam der Ort zur Woiwodschaft Oppeln. 1999 kam der Ort zum wiedergegründeten Powiat Opolski. Am 22. April 2009 wurde in der Gemeinde Groß Döbern, der Klein Döbern angehört, Deutsch als zweite Amtssprache eingeführt und am 1. Dezember 2009 erhielt der Ort zusätzlich den amtlichen deutschen Ortsnamen Klein Döbern.

### Einwohnerentwicklung
| Jahr | Einwohner |
| ---- | --------- |
| 1855 | 409       |
| 1861 | 482       |
| 1885 | 531       |
| 1953 | 802       |
| 1968 | 980       |
| 1986 | 900       |
| 2006 | 578       |

## Sehenswürdigkeiten
- St. Hedwigskapelle – 1740 erbaut an der ul. Opolska[6]
- St. Urbankapelle
- drei Bildstöcke

## Vereine
- Deutscher Freundschaftskreis

## Persönlichkeiten
- Andreas Pampuch (1903–1983), Bezirksheimatpfleger von Unterfranken